# Washington Conference Principles on Nazi-Confiscated Art
Washington Conference Principles on Nazi-Confiscated Art, i svenska dokument benämnt Washingtonprinciperna, är ett dokument med internationella riktlinjer för restitution av konstverk som beslagtogs av Nazityskland före och under andra världskriget. En bred överenskommelse nåddes vid Washington Conference on Holocaust Era Assets, vilken hölls i Washington, D.C. i USA 1998.

## Washingtonkonferensen om nazikonfiskerad konst
Konferensen arrangerades av USA:s utrikesministerium ihop med United States Holocaust Memorial Museum. Den samlade bland annat deltagare från det symposium som hölls i New York 1995, "The Spoils of War, World War II and Its Aftermath: The Loss, Reappearance, and Recovery of Cultural Property",  och byggde vidare på en konferens om naziguld, som hållits i London i december 1997.
Syftet med 1998 års konferens var att mer i detalj diskutera konstverksförluster för judiska familjer, inklusive bildkonstverk, böcker och arkiv, dessutom försäkringsstrategier och andra typer av medel. Representanter för 44 länders regeringar deltog, förutom den tyska även den svenska, liksom representanter för 13 internationella organisationer inom civilsamhället. Domaren Abner Mikva ledde konferensens förhandlingar.

## Handlingsprinciperna
Konferensens slutdokument innehåller elva handlingsprinciper:
1. Konstverk, vilka har beslagtagits av nazisterna och inte återlämnats, ska identifieras.
2. Förteckningar och arkiv av relevans ska vara öppna och tillgängliga för forskare i enlighet med de riktlinjer som har utfärdats av International Council on Archives.
3. Resurser, och personal ska finnas till hands för att underlätta identifieringen av alla konstverk som har beslagtagits av nazisterna och inte återlämnats.
4. Inför fastställande av om ett konstverk har konfiskerats av nazisterna och inte återlämnats, ska hänsyn tas till oundvikliga luckor eller oklarheter i proveniensen med hänsyn till den tidrymd som passerat och till de omständigheter som rådde under perioden för Förintelsen.
5. All möjlig ansträngning ska läggas ned på att publicera återfunna konstverk, vilka har beslagtagits av nazisterna och inte återlämnats i syfte att lokalisera konstverkens ägare före kriget och deras ättlingar.
6. Ansträngningar ska göras för att upprätta ett centralt register över sådan information.
7. Ägarna från före kriget och deras ättlingar ska uppmuntras att höra av sig och tillkännage sina anspråk på av nazisterna beslagtagna och inte återlämnade konstverk.
8. Om ägarna från före kriget av konstverk som har beslagtagits av nazisterna och inte återlämnats, och deras ättlingar, kan identifieras, ska skyndsamma åtgärder vidtas för att komma fram till en rättvis lösning, med hänsyn tagen till att denna kan vara olika beroende av faktiska förhållanden och omständigheter i det enskilda fallet.
9. Om ägarna av återfunna konstverk från före kriget som har beslagtagits av nazisterna och inte återlämnats, eller deras ättlingar, inte kan identifieras, ska steg tas utan fördröjning för att åstadkomma en rättvis lösning.
10. De kommissioner och andra entiteter som ska etableras för att identifiera konstverk som har beslagtagits av nazisterna och inte återlämnats, och vara behjälpliga i ägandeskapsfrågor, ska ha en intressentbalanserad sammansättning.
11. Stater uppmuntras att skapa processer i respektive land för att tillämpa dessa principer, särskilt som de berör alternativa regler för att lösa tvister om ägandeskap.

## Uppföljning
Under de första fem åren till 2005 kunde fler än 160 målningar, teckningar och grafiska verk och fler än 1.000 böcker, identifieras och lämnas tillbaka till rättmätiga ägare.